# A.R.G.U.S.
La A.R.G.U.S. (Advanced Research Group Uniting Super-Humans) è un'organizzazione spionistica e antiterroristica dei fumetti statunitensi creata da Geoff Johns (testi) e Gene Ha (disegni), pubblicato dalla DC Comics. La sua prima apparizione avviene in Justice League (Vol. 2) n. 7 (maggio 2012).
Diretta da Amanda Waller, la A.R.G.U.S. è l'organizzazione d'intelligence internazionale dedita al mantenimento della pace e degli equilibri mondiali nell'Universo DC cui fanno capo sia Checkmate che la Squadra Suicida, si occupa principalmente di combattere il terrorismo, investigare eventi paranormali o soprannaturali neutralizzandoli qualora rappresentino una minaccia alla sicurezza, nonché di coordinare e monitorare l'attività metaumana, lavorando spesso a contatto con la Justice League.

## Storia editoriale
La A.R.G.U.S. è stata introdotta sulle pagine del secondo volume di Justice League nella continuity di The New 52 in una storia scritta da Geoff Johns e disegnata da Gene Ha datata maggio 2012 ma, successivamente, è divenuta parte integrante e fondamentale della fantapolitica dell'Universo DC, venendo immediatamente trasposta in vari altri media televisivi e cinematografici.
Il nome dell'organizzazione è un riferimento ad Argo, gigante della mitologia greca dotato di cento occhi ed incaricato di sorvegliare la ninfa Io.

## Storia
La A.R.G.U.S. è stata istituita dai Padri fondatori degli Stati Uniti d'America a metà del 18° secolo per salvaguardare gli interessi del Paese e spiare i britannici in vista della Rivoluzione americana con l'acronimo originale di "Armed Revolutionaries Governing Under Secrecy" che, nel 19° secolo, è stato cambiato in "Anonymous Ranger Group of the United States" quando l'organizzazione è stata ricostituita in una milizia segreta che ha assistito ogni battaglia della guerra di secessione inseguendo ricercati lungo la frontiera per poi dedicarsi, nei due secoli successivi, alla guerra segreta col culto apocalittico dei Crimson Nel 21° secolo la A.R.G.U.S. ha assunto l'acronimo "Advanced Research Group Uniting Super-Humans" e, operando sotto la giurisdizione della sicurezza nazionale, si occupa principalmente del monitoraggio dei metaumani e del mantenimento della pace guidata dal colonnello Steve Trevor e dalla direttrice Amanda Waller. La A.R.G.U.S. fa da supporto e collegamento governativo con la Justice League, fornendo loro risorse e ripulendo in seguito alle loro azioni, sebbene nel momento in cui Trevor diviene troppo intimo con Wonder Woman i suoi superiori gli chiedono di dimettersi dalla carica di contatto principale col gruppo.
Successivamente la A.R.G.U.S. fonda direttamente una propria controparte della Justice League, la Justice League of America, con lo stesso Steve Trevor in veste di membro. Durante un incarico per la A.R.G.U.S. inerente l'investigazione di una reliquia della Società segreta dei supercriminali inoltre, lo scienziato Arthur Light ha un incidente a seguito del quale ottiene dei poteri e diventa a sua volta un supercriminale. Qualche tempo dopo, avendo apparentemente perso il controllo sui suoi poteri, Superman si consegna alla A.R.G.U.S. per farsi rinchiudere al loro quartier generale, da cui tuttavia viene fatto evadere da Question.
Nel corso del crossover Forever Evil il quartier generale della A.R.G.U.S. viene distrutto dal Dottor Light e Steve Trevor, con l'aiuto di Etta Candy si prodiga a proteggere il Presidente degli Stati Uniti dal Sindacato del crimine riuscendo a metterlo al sicuro da un attacco di Deathstroke, Copperhead e il Ladro di Ombre per poi reclutare l'aiuto di Killer Frost e Martin Stein per soccorrere la Justice League, intrappolata nella matrice di Firestorm servendosi del lasso di Wonder Woman, sottratto da Cheetah. Terminata l'impresa con successo, Trevor si dedica alla ricostruzione dell'A.R.G.U.S. ripulendolo dal losco che vi si è sempre annidiato e, poco dopo, cede la carica di direttore a Sasha Bordeaux.
Dopo l'attacco di Leviathan a varie agenzie governative, la A.R.G.U.S. viene fortemente compromessa, salvandosi dal collasso solo grazie all'incorporamento delle sue risorse con il ricostituito Checkmate di Steve Trevor.

## Membri

### Direttori
Nel corso della storia della A.R.G.U.S. la carica di direttore è stata assunta dai seguenti individui:
- Amanda Waller[3]
- Steve Trevor[3]
- Sasha Bordeaux[13]

### Agenti
- Nommo Balewa / Dottor Mist
- Etta Candy - segretaria di Steve Trevor
- Michael Carter / Booster Gold
- Paul Chang
- David Clinton / Chronos
- Edgar Cizko / Dottor Psycho
- Darwin - assistente del dottor Peril
- Meena Dhawan / Fast Track
- John Economos - capo carcerario di Belle Reve[15]
- Sebastian Faust - capo della divisione magica
- Alba Garcia / Black Orchid
- Dale Gunn - direttore della sede di Detroit
- Casey Klebba - agente e marito di Dale Gunn
- Leo Lane
- Sam Lane
- Meadows Mahalo - agente speciale[16]
- Mori
- Nicholson - direttrice della sede di Madison[17]
- Angel O'Day
- Victoria October - esperta di armi biologiche post-umane
- John Peril - direttore scientifico
- Rhonda Pineda / Atomica
- Stuart Paillard - agente speciale[16]
- Puzzler
- Stern
- Strand
- Samuel Street / Spore
- Sam Simeon / Primeape
- Paula von Gunther
- Squadre Suicide:
  - Task Force X
    - Tatsu Yamashiro / Katana
    - Floyd Lawton / Deadshot
    - George "Digger" Harkness / Captain Boomerang
    - Harleen Quinzel / Harley Quinn
    - Waylon Jones / Killer Croc

  - Task Force XL
    - Floyd Lawton / Deadshot
    - Tatsu Yamashiro / Katana
    - George "Digger" Harkness / Captain Boomerang
    - Akando
    - Doris Zeul / Giganta
    - Joshua Michael Allen / Parassita
    - Solomon Grundy

  - Suicide Squad Black
    - Chato Santana / El Diablo
    - Veronica Lopez / Azucar
    - June Moone / Incantatrice
    - James Craddock / Gentleman Ghost
    - Zahra Abed / Juniper
    - Klarion
    - Katie Randles / Tiamat
    - Jade Tice / Wither
- Oddfellows - squadra investigativa clandestina[18]
  - Charlie
  - Chief
  - Sameer

## Altri media

### Cinema
- La A.R.G.U.S. compare nel film d'animazione Batman: Assault on Arkham.
- Nel DC Extended Universe (DCEU) la A.R.G.U.S. è un ramo segreto dell'esercito statunitense capeggiato da Amanda Waller, incaricato di supervisionare la Suicide Squad.[19] In tale versione il motto dell'organizzazione è "Noster quaerere incipere" (latino di: "La nostra ricerca inizia"), e il loro quartier generale ha sede nel John F. Ostrander Federal Building, a Midway City.
  - In Batman v Superman: Dawn of Justice (2016), viene menzionata brevemente da Lex Luthor.
  - In Suicide Squad (2016), la A.R.G.U.S. assembla l'omonimo gruppo per fermare l'Incantatrice ma, dopo un raid di Joker a una filiale delle Wayne Enterprises per convincere un loro scienziato a liberare Harley Quinn dall'ordigno messole in testa dal governo, Bruce Wayne scopre dell'esistenza della squadra e fa pressione sulla Waller affinché la smantelli.
  - In The Suicide Squad - Missione suicida (2021), l'organizzazione forma una nuova Suicide Squad per svolgere un incarico in Corto Maltese e fermare Starro.
- In Batman e Harley Quinn Sarge Steel è un agente della A.R.G.U.S. che collabora con Batman per fermare Poison Ivy e l'Uomo Floronico.
- La A.R.G.U.S. compare in Suicide Squad - Un inferno da scontare
- Nel franchise del DC Universe (DCU) la A.R.G.U.S. è presente in una versione molto simile a quella del precedente DCEU, sebbene la loro base sembri essere a Washington come nei fumetti.
  - In Superman (2025) Rick Flag Sr. appare in veste di direttore dell'A.R.G.U.S.[20]

### Televisione
- La A.R.G.U.S. viene menzionata nel primo episodio della serie animata Beware the Batman.
- Nelle serie dell'Arrowverse la A.R.G.U.S., il cui acronimo sta per "Advanced Research Group United Support", ha un ruolo ricorrente ed è diretta prima da Amanda Waller e poi da Lyla Michaels.
  - In Arrow (2012-2020) l'organizzazione ha un ruolo principale in ogni stagione e i protagonisti sono suoi frequenti collaboratori, inoltre, dalla settima stagione, John Diggle ne diviene ufficialmente membro.
  - In The Flash (2014-2023) la A.R.G.U.S. appare in diversi episodi come supporto alle attività di vigilante del personaggio.
  - Nella terza stagione di Legends of Tomorrow (2017) il personaggio di Zari Tomaz viene da un futuro distopico trasformato dalla A.R.G.U.S. in stato di polizia.
  - In Superman & Lois (2021-2024) la A.R.G.U.S. collabora col generale Sam Lane per sconfiggere Tal-Rho.
- Nella serie Doom Patrol Cyborg hackera la A.R.G.U.S. per ottenere informazioni sull'incidente dello Spazio Bianco avvenuto in Ohio.
- Nella terza stagione di Titans si scopre che la A.R.G.U.S. si è infiltrata a Gotham sin dal ritorno di Ra's al Ghul guidando Roy Harper e un'agente sotto copertura al GCPD di Barbara Gordon col nome di "Margarita Vee", inoltre aiutano i protagonisti a sconfiggere Jonathan Crane.
- La A.R.G.U.S. compare in diverse serie del DC Universe (DCU).
  - In Peacemaker (2022-in corso) l'organizzazione ha un ruolo centrale in quanto recluta il protagonista e forma la quadra incaricata di assisterlo nei suoi incarichi. Sebbene la prima stagione della serie sia appartenente al DCEU, la seconda ne costituisce un "soft reboot" nel DCU.[21][22][23]
  - In Creatures Commandos (2024-in corso) la A.R.G.U.S. è responsabile della creazione dell'omonimo gruppo.[24][25]
- L'organizzazione compare nell'anime Suicide Squad Isekai.

### Videogiochi
- La A.R.G.U.S. compare in DC Universe Online.